# Glaucina platia
Glaucina platia là một loài bướm đêm trong họ Geometridae.